# Knut Fridell
Knut Fridell (Uddevalla, Suecia, 8 de septiembre de 1908-3 de febrero de 1992) fue un deportista sueco especialista en lucha libre olímpica donde llegó a ser campeón olímpico en Berlín 1936.

## Carrera deportiva
En los Juegos Olímpicos de 1936 celebrados en Berlín ganó la medalla de oro en lucha libre olímpica estilo peso ligero-pesado, por delante del estonio August Neo (plata) y del alemán Erich Siebert (bronce).